# 按钮

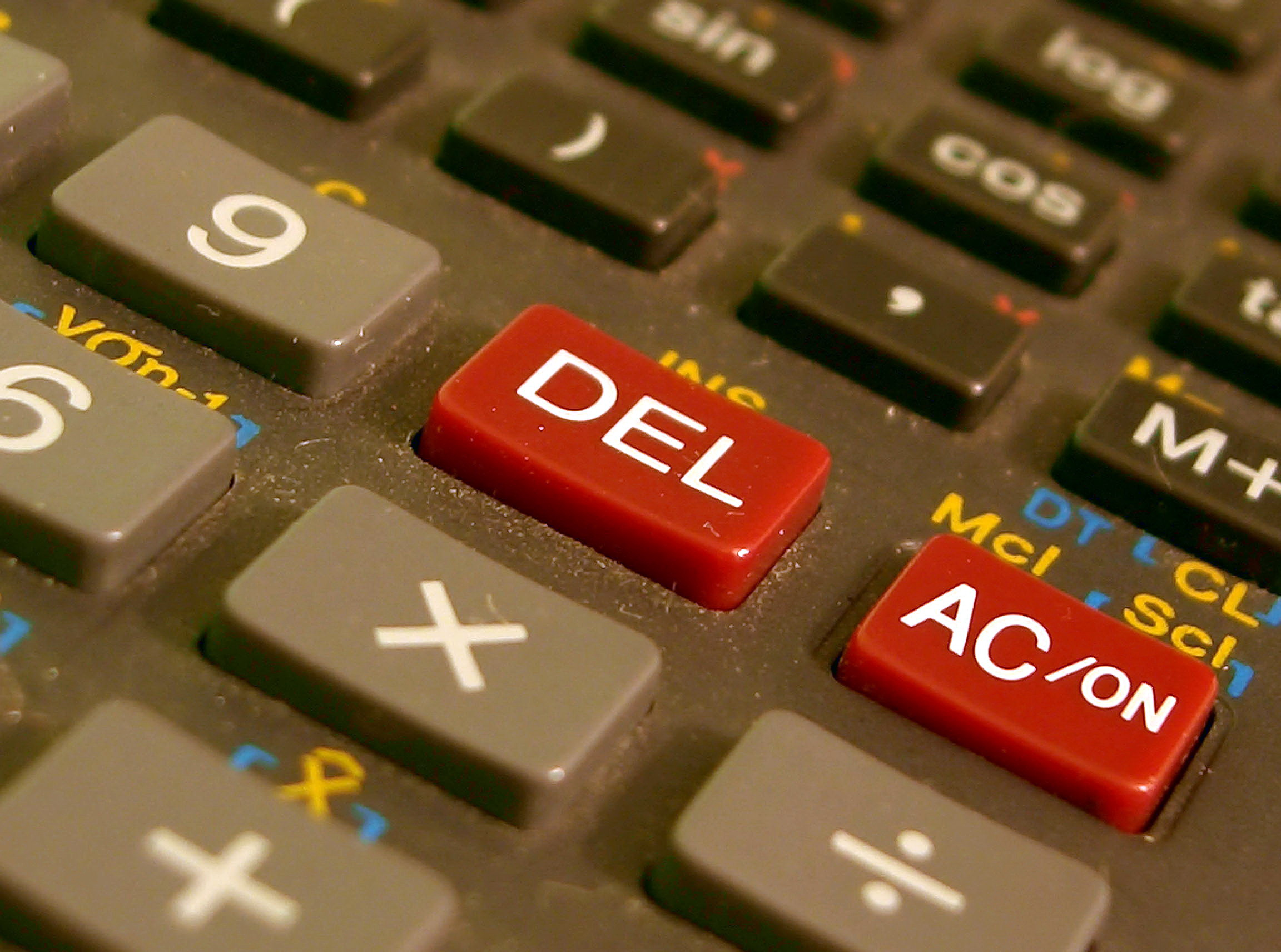
計算器上的電子式按鈕。

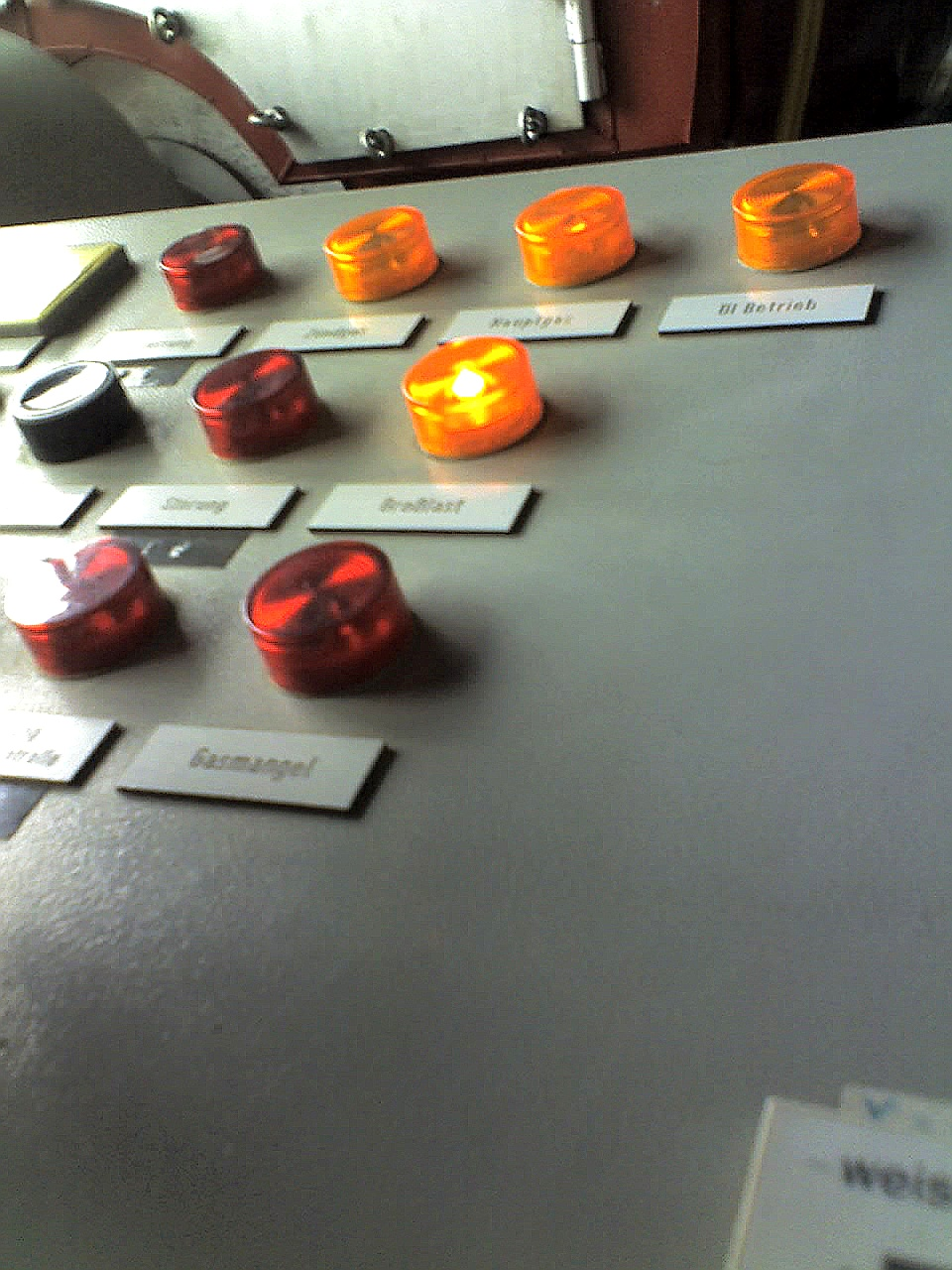
機械式按鈕

按鈕也稱為按鍵，是一種電閘（switch，或稱開關），用來控制機械或程式的某些功能。一般而言，紅色按鈕是用來使某一功能停止，而綠色按鈕，則通常可開始某一項功能。按鈕的形狀通常是圓形或方形。